# Asplenia (noctuídeos)
Asplenia (Arctiidae) é um gênero de traça pertencente à família Arctiidae.